# 变位酶
變位酶（英語：mutase）是一種異構酶，可催化分子內基團轉移，即催化官能團於同一分子內從一個位置移動到另一個位置。變位酶的例子有紅細胞中的二磷酸甘油酸变位酶（英語：bisphosphoglycerate mutase，BPGM），以及在單個分子內移動磷酸基團、为糖酵解所不可或缺的磷酸甘油酸变位酶能够將3-磷酸甘油酸轉變為2-磷酸甘油酸。